# هجوم کائوچوی آمازون

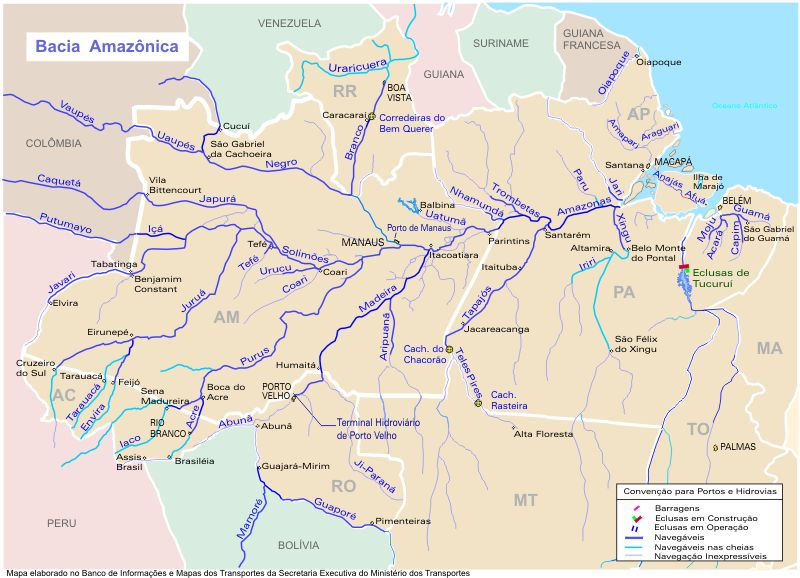
نقشه نشان‌دهنده منطقه آمازون و نقاطی که هجوم کائوچو را تجربه کردند. این نقشه شامل قسمت‌هایی از برزیل و بولیوی نیز است.

هجوم کائوچوی آمازون (پرتغالی: Ciclo da borracha) یک بخش مهمی از تاریخ اقتصادی و اجتماعی برزیل و کشورهای همسایه است. این هجوم به استخراج و تجارت پرسود لاستیک طبیعی ربط دارد. منبع مرکزی آن حوضه آمازون بود و این رخداد منجر به گسترش وسیع استعمار اروپا در منطقه، جذب کارگران مهاجر، تولید ثروت، ایجاد تحولات فرهنگی و اجتماعی و ویرانی در جوامع بومی شد. این رخداد باعث رشد شهرهایی همانند مانائوس و بلم، پایتخت ایالت‌های برزیل در آمازوناس و پارا شد. هجوم به‌طور گسترده‌ای میان سال‌های ۱۸۷۹ و ۱۹۱۲ رخ داد. تولیدات لاستیک طبیعی از سال ۱۹۴۲ تا ۱۹۴۵ باری دیگر به خاطر جنگ جهانی دوم اوج گرفت.